# 불암역
불암역(Buram station, 佛岩驛)은 경상남도 김해시 불암동에 위치한 부산-김해 경전철의 역이다.

## 특징
이 역부터 대사역까지는 서낙동강을 건너게 된다. 또한 경상남도 김해시의 첫 번째 역이다.
부산-김해경전철 역들 중 기점인 사상역과 함께 곡선 승강장을 갖추고 있다.

## 역 구조
2면 2선의 상대식 승강장이 있는 지상역이며, 스크린도어가 설치되어 있다.
대합실을 통과해 반대편 승강장으로 이동이 가능하다.

### 승강장
| 대사↑ |
| \| 상 |
| ↓지내 |

| 상행 | ● 부산-김해 경전철 | 사상 방면   |
| 하행 | ● 부산-김해 경전철 | 가야대 방면 |

## 역 주변
- 불암동 행정복지센터
- 불암동 치안센터
- 불암동 도서관
- 시민볼링센터
- 김해교
- 서낙동강
- 불암교
- 카누경기장

## 인접한 역
| 부산-김해 경전철 | 부산-김해 경전철   | 부산-김해 경전철    |
| ---------------- | ------------------ | ------------------- |
| 9 대사 사상 방면 | ● 부산-김해 경전철 | 11 지내 가야대 방면 |